# Neomochtherus mesopotamicus
Neomochtherus mesopotamicus är en tvåvingeart som beskrevs av Emile Janssens 1961. Neomochtherus mesopotamicus ingår i släktet Neomochtherus och familjen rovflugor. Inga underarter finns listade i Catalogue of Life.